# Reha Hutin
Reha Hutin, de son vrai nom Reha Kutlu-Hutin est une femme productrice et journaliste française d'origine turque, née le 10 avril 1945 à Washington (États-Unis). Elle a repris la présidence de la Fondation 30 millions d'amis, ainsi que du comité éditorial du magazine homonyme, et la réalisation de la continuité de l'émission.

## Biographie

### Formation
Reha Hutin a étudié à Chatelard School aux Avants en Suisse et a obtenu une licence en sciences économiques à l’Université de Genève.

### Carrière
Reha Hutin arrive en France et commence sa carrière en tant que journaliste et en partenariat avec son mari Jean-Pierre Hutin créateur et réalisateur de l’émission de télévision « L'Avenir du futur », émission scientifique traitant de problématiques de la science moderne, diffusée sur TF1, de 1977 à 1989.

### 30 Millions d'amis
L’émission 30 Millions d’amis débute dès 1976, et aura comme mascottes trois bergers allemands : Mabrouk, Mabrouk Junior et Mabrouka.
En mars 1978, Reha Hutin et son mari lancent la revue "30 Millions d’amis", leader de la presse spécialisée animalière.
Leur engagement prend davantage d’ampleur en 1982 avec la création de l’ADAC, l’Association de Défense des Animaux de Compagnie. En 1995, l’ADAC devient la Fondation "30 Millions d’amis", reconnue d’utilité publique.
Reha Hutin en est la présidente depuis la disparition de son mari en juin 1996.
Reha Hutin organise notamment des campagnes de sensibilisation (contre les abandons par exemple, passés de 400 000 à 100 000 par an en 20 ans), lance des pétitions, coordonne des actions sur le terrain pour agir en faveur de la cause animale.